# Vivianne Dietz
Vivianne Belén Dietz Cárdenas (* 26. Januar 1996 in Valdivia) ist eine chilenische Schauspielerin.

## Biografie
Vivianne Dietz wurde am 26. Januar 1996 in Valdivia, im südlichen Chile, geboren. Ihre väterliche Abstammung ist deutscher Herkunft. Aufgrund der Erkrankung ihrer Mutter, die am Willebrand-Jürgens-Syndrom litt, suchte die Familie spezialisierte medizinische Versorgung und zog daher nach Puerto Montt, der Hauptstadt der Region Los Lagos. Dort verbrachte sie einen Großteil ihrer Kindheit und Jugend, bis sie ihre Sekundarschulausbildung abschloss. Später zog sie nach Santiago, um an der Universität von Chile Theater zu studieren. Im Verlauf ihres ersten Studienjahres wurde sie vom chilenischen Staatsfernsehsender Televisión Nacional de Chile (TVN) engagiert, um in der Serie Wena profe mitzuwirken, wo sie ihr Fernsehdebüt gab. Später wirkte sie in weiteren Seifenopern verschiedener chilenischer Fernsehsender mit. Sie nahm bereits an einem Schönheitswettbewerb in ihrer Heimatstadt teil und errang im Jahr 2015 den Titel der „Königin des Meeres“ in Puerto Montt. Im folgenden Jahr war sie eine der Finalistinnen beim Schönheitswettbewerb Miss Chile 2016.
2018 nahm sie an einem Vorsprechen in Hollywood für den Film Terminator: Dark Fate teil, wurde jedoch von der Produktionsleitung abgelehnt, da ihre Englischkenntnisse nicht fließend waren.

## Filmografie

### Filme
- 2020: Perra vida
- 2021: Cydonia
- 2022: Ardiente paciencia

### Fernsehserien
- 2017: Wena profe (TVN)
- 2018: La reina de Franklin (Canal 13)
- 2019: Amar a morir (TVN)
- 2020: Yo soy Lorenzo (Mega)
- 2021: Edificio Corona (Mega)
- 2024: El señor de La Querencia
- 2025: Los Casablanca

### Musikvideos
- 2018: Bonita von CNCO
- 2018: Boca loca von KHRIS
- 2024: Rompecorazones von Francisca Valenzuela